# Доминик Фајк
Доминик Најл Фајк (енгл. Dominic Nile Fike; Нејплс, 30. децембар 1995) амерички је певач, текстописац, мултиинструменталиста и глумац. Научио је да свира гитару са 10 година. Стиче признање након што је објавио неколико популарних песама на веб-сајту, SoundCloud. Након објављивања свог дебитантског EP-ја Don't Forget About Me, Demos потписао је уговор за Columbia Records.
Фајкова песма „3 Nights” нашла су у првих десет у више земаља. Касније је сарађивао са групом Brockhampton и певачицом, Холси. У јуну 2020. Фајк је објавио сингл „”. У јулу исте године објавио је сингл „Politics & Violence”. Следећег месеца објавио је свој дебитантски албум, What Could Possibly Go Wrong. Албум је ушао у првих 50 у више земаља, као што су Сједињене Америчке Државе и Аустралија.
У септембру 2020. Фајк је наступао у серији концерата у видео-игри, Fortnite. Неколико месеци касније NME је сврстао Фајка у своју листу кључних нових извођача за 2020. годину. Снимио је обраду песме „The Kiss of Venus” Пола Макартнија за албум McCartney III Imagined.
Године 2022. Фајк је остварио свој глумачки деби улогом у серији Еуфорија.

## Дискографија
| Назив | Детаљи | Позиција | Позиција | Позиција |
| Назив | Детаљи | САД      | АУС      | НЗ       |
| ----- | --- | -------- | -------- | -------- |
|       | - Датум објављивања: 31. јул 2020. - Дискографска кућа: - Formats: , касета, дигитално преузимање, стриминг | 41       | 34       | 28       |

## Филмографија

### Телевизија
| Година     | Српски назив | Изворни назив | Улога | Напомене     |
| ---------- | ------------ | ------------- | ----- | ------------ |
| 2022—данас | Еуфорија     |               | Елиот | главна улога |